# Isaak Łałajanc
Isaak Christoforowicz Łałajanc (ros. Исаак Христофорович Лалаянц; ur. 24 lipca?/5 sierpnia 1870 w Kizlarze, zm. 14 lipca 1933 w Moskwie) – działacz ruchu rewolucyjnego w Rosji.

## Życiorys
Od 1888 był związany z ruchem socjaldemokratycznym, należał do kółka marksistowskiego Nikołaja Fiedosiejewa, w 1889 został aresztowany i wydalony z Kazania, w 1892 ponownie aresztowany i skazany na zesłanie do Samary, a w 1895 do Jekaterynosławia. W 1898 wstąpił do nowo powstałej SDPRR, w 1900 został aresztowany i w 1902 zesłany do wschodniej Syberii, skąd zbiegł za granicę, od 30 grudnia 1905 do 1906 był członkiem KC SDPRR i przewodniczącym Południowego Biura KC SDPRR. W Genewie kierował drukarnią "Iskry", współpracował z Leninem. W grudniu 1906 został aresztowany i skazany ba 6 lat katorgi w Petersburgu i Szlisselburgu, a w 1913 na wieczne zesłanie do guberni irkuckiej, w 1914 odszedł od działalności partyjnej, pracował jako statystyk w Irkucku. W 1922 został kierownikiem wydziału Ludowego Komisariatu Oświaty RFSRR, w 1929 przeszedł na emeryturę. Został pochowany na cmentarzu Nowodziewiczym.